# Tratado de Balta Liman
O Tratado de Balta Liman de 1838, ou Tratado Anglo-Otomano, foi um acordo comercial formal assinado entre a Sublime Porta do Império Otomano e a Grã-Bretanha. As políticas comerciais impostas ao Império Otomano, após o Tratado de Balta Liman, foram algumas das mais liberais e de mercado aberto já promulgadas. Os termos do tratado afirmavam que o Império Otomano aboliria todos os monopólios e permitiria que os comerciantes britânicos e seus colaboradores tivessem pleno acesso a todos os mercados otomanos e fossem tributados igualmente aos comerciantes locais. Esses acordos não constituíam um acordo de livre comércio igualitário, visto que a Grã-Bretanha ainda empregava políticas protecionistas em seus mercados agrícolas.
Antes do Tratado de Balta Liman, no outono de 1831, o governador do Egito, Maomé Ali, retaliou contra o Império Otomano. Maomé Ali não havia recebido o território que o sultão otomano Mahmud II lhe havia prometido após fornecer sua expertise militar para derrotar os rebeldes gregos em 1824. Em resposta, o filho de Maomé Ali, Ibrahim Paxá, liderou o exército egípcio para invadir o Líbano e a Síria, derrotando rapidamente as forças otomanas. Mahmud II apelou à Grã-Bretanha e à França por ajuda, mas nenhuma delas interveio. O Império relutantemente recorreu à Rússia em busca de ajuda, o que por sua vez impediu os avanços de Ali Paxá. Após uma rodada de negociações, o Egito conseguiu reter a maior parte das terras conquistadas, embora nenhuma das partes estivesse realmente satisfeita com o resultado. As tensões entre o Egito e o Império Otomano, juntamente com o medo da intervenção russa, deram a Londres a oportunidade e o incentivo para negociar com Constantinopla. A Grã-Bretanha tirou proveito da instabilidade e ofereceu-se para ajudar o Império Otomano a derrotar Mehmet Ali Paxá, em troca de acesso total aos mercados comerciais otomanos.

## Leitura complementar
- Geyikdağı, V. Necla. Foreign Investment in the Ottoman Empire: International Trade and Relations 1854–1914. London: Tauris Academic Studies, 2011. 18–28.
- Hanioğlu, M. Şükrü. A Brief History of the Late Ottoman Empire. Princeton: Princeton University Press, 2008. 60–71.
- Hartesveldt, Fred Van. "Henry Buwler and the Convention of Balta Liman." Diss. Fort Valley State College, 1980. Columbus State University Archives. Web. 11 Dec. 2013.
- Kasaba, ReÅat. "Treaties and Friendships: British Imperialism, the Ottoman Empire, and China in the Nineteenth Century." Journal of World History 4.2 (1993): 215–41.
- O'Brien, Patrick K., and Geoffrey Allen Pigman. "Free Trade, British Hegemony and the International Economic Order in the Nineteenth Century." Review of International Studies 18.02 (1992): 89–113. Print.
- Omar, Yousef Hussein Yousef. "Russia Attitude Towards the Egyptian Question from Balta-Liman Convention until end of the Crisis 1838-1841: A Study in the Light of British Documents." Journal of Human Sciences 2017.2 (2017). online
- Pamuk, Şevket. "On the Free Trade Treaties of 1838-41." in  The Ottoman Empire and European Capitalism, 1820-1913: Trade, Investment, and Production ( Cambridge: Cambridge UP, 1987). 18–23.
- Chisholm, Hugh, ed. (1911). «Egypt/3 History». Encyclopædia Britannica (em inglês) 11.ª ed. Encyclopædia Britannica, Inc. (atualmente em domínio público)